# Deutsche Cadre-71/2-Meisterschaft 1958/59

Veranstaltungsort: Düsseldorf

Die Deutsche Cadre-71/2-Meisterschaft 1958/59 ist eine Billard-Turnierserie und fand vom 5. bis zum 7. Dezember 1958 in Düsseldorf zum 13. Mal statt.

## Geschichte
Der Frankfurter Walter Lütgehetmann feierte in Düsseldorf mit dem Gewinn der Cadre-71/2-Meisterschaft seinen insgesamt 33. deutschen Meistertitel. Im Turnier kam er nie ernsthaft in Schwierigkeiten und gewann alle Partien. Zweiter wurde Titelverteidiger Ernst Rudolph vor Norbert Witte.

## Modus
Es wurde im Round-Robin-Modus bis 300 Punkte gespielt.
Die Endplatzierung ergab sich aus folgenden Kriterien:
1. Matchpunkte
2. Generaldurchschnitt (GD)
3. Bester Einzeldurchschnitt (BED)
4. Höchstserie (HS)

## Teilnehmer (alphabetisch)
1. Ernst Rudolph (Kölner Billard-Club 1908) (Titelverteidiger)
2. Josef Bolz (Billardsportclub 1934 Köln-Nippes)
3. Joachim Eiter (Billardgesellschaft Münster 1914)
4. Walter Lütgehetmann (Billard Club Frankfurt 1912)
5. Franz Moje (Billard-Club Capitol Düsseldorf)
6. Siegfried Spielmann (Düsseldorfer Billardfreunde 1954)
7. Norbert Witte (Billardsportverein Essen)

### Abschlusstabelle
| Klassement                | Klassement          | Klassement | Klassement | Klassement | Klassement | Klassement | Klassement |
| Platz                     | Name                | MP         | Pkte.      | Aufn.      | GD         | BED        | HS         |
| ------------------------- | ------------------- | ---------- | ---------- | ---------- | ---------- | ---------- | ---------- |
| 1                         | Walter Lütgehetmann | 12:0       | 1800       | 96         | 18,75      | 50,00      | 101        |
| 2                         | Ernst Rudolph       | 10:2       | 1692       | 126        | 13,42      | 20,00      | 91         |
| 3                         | Norbert Witte       | 8:4        | 1699       | 173        | 9,82       | 11,11      | 63         |
| 4                         | Siegfried Spielmann | 4:8        | 1139       | 113        | 10,07      | 13,04      | 101        |
| 5                         | Joachim Eiter       | 4:8        | 1515       | 160        | 9,46       | 16,66      | 78         |
| 6                         | Josef Bolz          | 4:8        | 1273       | 154        | 8,26       | 15,78      | 75         |
| 7                         | Franz Moje          | 0:12       | 883        | 190        | 4,64       | –          | 37         |
| Turnierdurchschnitt: 9,88 |                     |            |            |            |            |            |            |